# Agnico Eagle
Agnico Eagle Mines Limited er et canadisk guldmineselskab med hovedkvarter i Toronto. De udvinder guld i lande som Canada, Finland og Mexico.